# La dama tapada - El origen de la leyenda
La dama tapada - El origen de la leyenda es una película ecuatoriana dirigida, escrita y producida por Josué Miranda y está basada en la leyenda urbana guayaquileña de La dama tapada. La película se estrenó el 16 de noviembre de 2018.

## Sinopsis

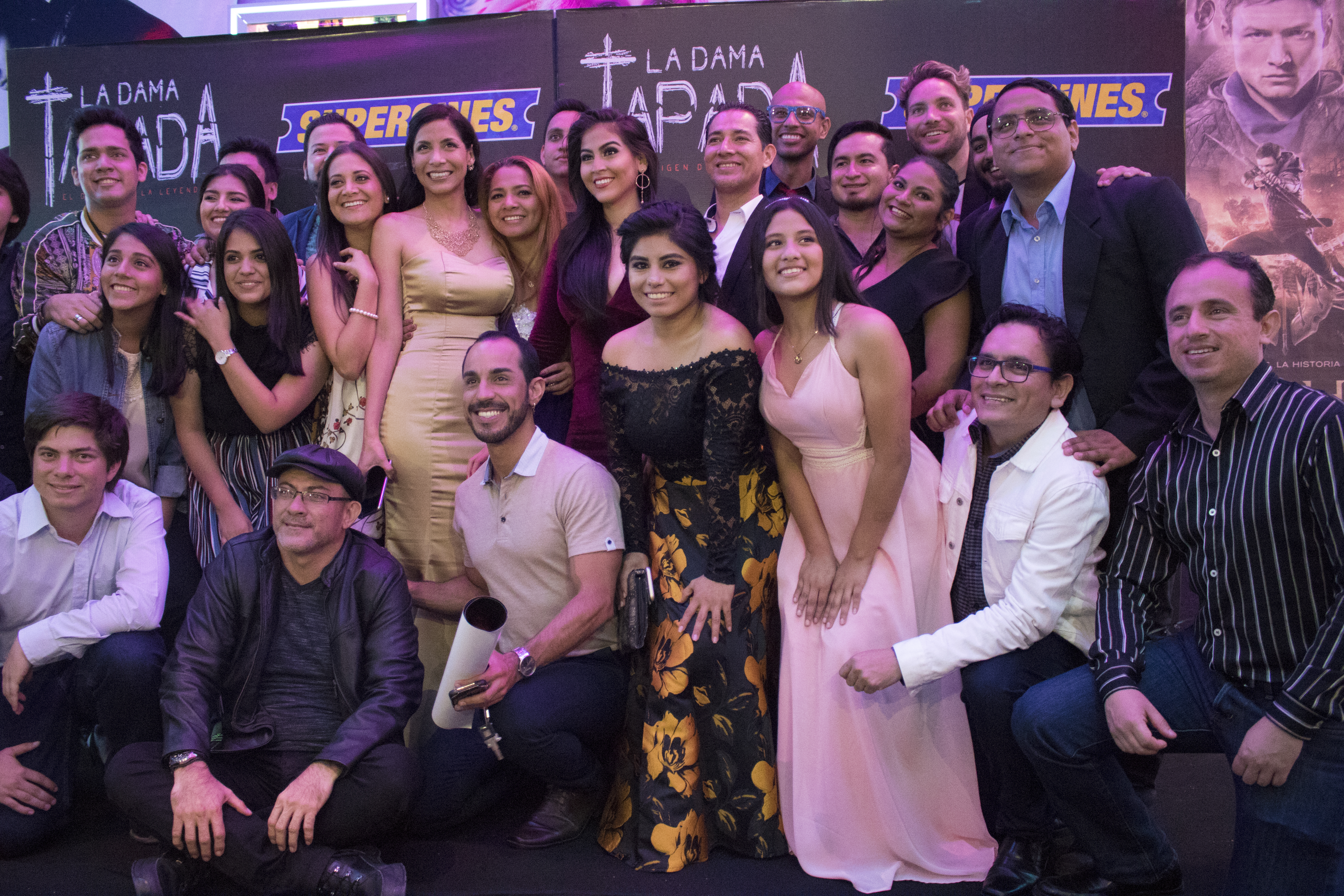
Personal del equipo de producción y dirección de la película La Dama Tapada y elenco, en la premier.

La película está basada en la leyenda urbana de La dama tapada, que los mayores descra mujer siniestra que en las noches a los hombres ebrios seduce con su aroma y su rostro cubierto por un velo negro, que al descubrirlo la impresión causa una impresión que puede acabar con la vida de su víctima. Elena, interpretada por Thalía Miño, una joven de Santa Elena, es enviada por su madre a vivir con su tío en Guayaquil, por el cual es abusada y luego obligada a prostituirse. Roberto, interpretado por Santiago Carpio, es un rector de un colegio, el cual entra en un coma profundo la noche antes de su boda con Isabel, interpretada por Michelle Prendes, quien al no recibir un diagnóstico recurre desesperada a un exorcista, siendo Aniel, interpretado por Fabo Doja, un exsacerdote espiritista que pueda sacar a su novio del estado catatónico en el que se encuentra y pueda recuperar la consciencia. Abril, interpretada por Antonella Valeriano, es una joven con problemas en sus estudios y con su madre, interpretada por Miriam Murillo, que también resulta ser una víctima más.

## Rodaje
La película tuvo como locación tres ciudades, Guayaquil para retratar el presente de la historia, y para los 18 minutos que lleva la ambientación de 1918, en dos ciudades a dos horas de Guayaquil, siendo Colonche donde se filmó la historia de la dama tapada, y Babahoyo para reflejar el Guayaquil antiguo.